# Giải bóng đá vô địch quốc gia Đức 2009–10
Giải bóng đá vô địch quốc gia Đức 2009-10 (Bundesliga 2009-10) là mùa giải thứ 47 của Giải bóng đá vô địch quốc gia Đức, giải bóng đá hàng đầu của nước Đức. Mùa giải bắt đầu vào ngày 7 tháng 8 năm 2009 với trận đấu mở màn mùa giải bao gồm đương kim vô địch VfL Wolfsburg and VfB Stuttgart. Các trận đấu cuối cùng được diễn ra vào ngày 18 tháng 5 năm 2013, với kỳ nghỉ đông kéo dài từ ngày 21 tháng 12 năm 2009 đến ngày 14 tháng 1 năm 2010. Mùa giải chứng kiến vụ tự sát của thủ môn và đội trưởng Robert Enke của Hannover 96 vào ngày 10 tháng 11 năm 2009.

## Bảng xếp hạng
| VT | Đội                      | ST | T  | H  | B  | BT | BB | HS  | Đ  | Giành quyền tham dự hoặc xuống hạng    |
| -- | ------------------------ | -- | -- | -- | -- | -- | -- | --- | -- | -------------------------------------- |
| 1  | Bayern Munich (C)        | 34 | 20 | 10 | 4  | 72 | 31 | +41 | 70 | Lọt vào vòng bảng Champions League     |
| 2  | Schalke 04               | 34 | 19 | 8  | 7  | 53 | 31 | +22 | 65 | Lọt vào vòng bảng Champions League     |
| 3  | Werder Bremen            | 34 | 17 | 10 | 7  | 71 | 40 | +31 | 61 | Lọt vào vòng play-off Champions League |
| 4  | Bayer Leverkusen         | 34 | 15 | 14 | 5  | 65 | 38 | +27 | 59 | Lọt vào vòng play-off Europa League    |
| 5  | Borussia Dortmund        | 34 | 16 | 9  | 9  | 54 | 42 | +12 | 57 | Lọt vào vòng play-off Europa League    |
| 6  | VfB Stuttgart            | 34 | 15 | 10 | 9  | 51 | 41 | +10 | 55 | Lọt vào vòng loại thứ ba Europa League |
| 7  | Hamburger SV             | 34 | 13 | 13 | 8  | 56 | 41 | +15 | 52 |                                        |
| 8  | VfL Wolfsburg            | 34 | 14 | 8  | 12 | 64 | 58 | +6  | 50 |                                        |
| 9  | Mainz 05                 | 34 | 12 | 11 | 11 | 36 | 42 | −6  | 47 |                                        |
| 10 | Eintracht Frankfurt      | 34 | 12 | 10 | 12 | 47 | 54 | −7  | 46 |                                        |
| 11 | 1899 Hoffenheim          | 34 | 11 | 9  | 14 | 44 | 42 | +2  | 42 |                                        |
| 12 | Borussia Mönchengladbach | 34 | 10 | 9  | 15 | 43 | 60 | −17 | 39 |                                        |
| 13 | 1. FC Köln               | 34 | 9  | 11 | 14 | 33 | 42 | −9  | 38 |                                        |
| 14 | SC Freiburg              | 34 | 9  | 8  | 17 | 35 | 59 | −24 | 35 |                                        |
| 15 | Hannover 96              | 34 | 9  | 6  | 19 | 43 | 67 | −24 | 33 |                                        |
| 16 | 1. FC Nürnberg (O)       | 34 | 8  | 7  | 19 | 32 | 58 | −26 | 31 | Lọt vào vòng play-off xuống hạng       |
| 17 | VfL Bochum (R)           | 34 | 6  | 10 | 18 | 33 | 64 | −31 | 28 | Xuống hạng đến 2. Bundesliga           |
| 18 | Hertha BSC (R)           | 34 | 5  | 9  | 20 | 34 | 56 | −22 | 24 | Xuống hạng đến 2. Bundesliga           |

1. ↑  Vì cả hai đội lọt vào chung kết của DFB-Pokal 2009-10 lọt vào UEFA Champions League 2010-11, đội đứng thứ sáu lọt vào vòng loại thứ ba của UEFA Europa League 2010-11.

## Kết quả
| Nhà \ Khách              | BSC | BOC | SVW | BVB | SGE | SCF | HSV | H96 | TSG | KOE | B04 | M05 | BMG | FCB | FCN | S04 | VFB | WOB |
| ------------------------ | --- | --- | --- | --- | --- | --- | --- | --- | --- | --- | --- | --- | --- | --- | --- | --- | --- | --- |
| Hertha BSC               | —   | 0–0 | 2–3 | 0–0 | 1–3 | 0–4 | 1–3 | 1–0 | 0–2 | 0–1 | 2–2 | 1–1 | 0–0 | 1–3 | 1–2 | 0–1 | 0–1 | 0–0 |
| VfL Bochum               | 1–0 | —   | 1–4 | 1–4 | 1–2 | 1–2 | 1–2 | 0–3 | 2–1 | 0–0 | 1–1 | 2–3 | 3–3 | 1–5 | 0–0 | 2–2 | 0–2 | 1–1 |
| Werder Bremen            | 2–1 | 3–2 | —   | 1–1 | 2–3 | 4–0 | 1–1 | 0–0 | 2–0 | 1–0 | 2–2 | 3–0 | 3–0 | 2–3 | 4–2 | 0–2 | 2–2 | 2–2 |
| Borussia Dortmund        | 2–0 | 2–0 | 2–1 | —   | 2–3 | 1–0 | 1–0 | 4–1 | 1–1 | 1–0 | 3–0 | 0–0 | 3–0 | 1–5 | 4–0 | 0–1 | 1–1 | 1–1 |
| Eintracht Frankfurt      | 2–2 | 2–1 | 1–0 | 1–1 | —   | 2–1 | 1–1 | 2–1 | 1–2 | 1–2 | 3–2 | 2–0 | 1–2 | 2–1 | 1–1 | 1–4 | 0–3 | 2–2 |
| SC Freiburg              | 0–3 | 1–1 | 0–6 | 3–1 | 0–2 | —   | 1–1 | 1–2 | 0–1 | 0–0 | 0–5 | 1–0 | 3–0 | 1–2 | 2–1 | 0–0 | 0–1 | 1–0 |
| Hamburger SV             | 1–0 | 0–1 | 2–1 | 4–1 | 0–0 | 2–0 | —   | 0–0 | 0–0 | 3–1 | 0–0 | 0–1 | 2–3 | 1–0 | 4–0 | 2–2 | 3–1 | 1–1 |
| Hannover 96              | 0–3 | 2–3 | 1–5 | 1–1 | 2–1 | 5–2 | 2–2 | —   | 0–1 | 1–4 | 0–0 | 1–1 | 6–1 | 0–3 | 1–3 | 4–2 | 1–0 | 0–1 |
| 1899 Hoffenheim          | 5–1 | 3–0 | 0–1 | 1–2 | 1–1 | 1–1 | 5–1 | 2–1 | —   | 0–2 | 0–3 | 0–1 | 2–2 | 1–1 | 3–0 | 0–0 | 1–1 | 1–2 |
| 1. FC Köln               | 0–3 | 2–0 | 0–0 | 2–3 | 0–0 | 2–2 | 3–3 | 0–1 | 0–4 | —   | 0–1 | 1–0 | 1–1 | 1–1 | 3–0 | 1–2 | 1–5 | 1–3 |
| Bayer Leverkusen         | 1–1 | 2–1 | 0–0 | 1–1 | 4–0 | 3–1 | 4–2 | 3–0 | 1–0 | 0–0 | —   | 4–2 | 3–2 | 1–1 | 4–0 | 0–2 | 4–0 | 2–1 |
| Mainz 05                 | 2–1 | 0–0 | 1–2 | 1–0 | 3–3 | 3–0 | 1–1 | 1–0 | 2–1 | 1–0 | 2–2 | —   | 1–0 | 2–1 | 1–0 | 0–0 | 1–1 | 0–2 |
| Borussia Mönchengladbach | 2–1 | 1–2 | 4–3 | 0–1 | 2–0 | 1–1 | 1–0 | 5–3 | 2–4 | 0–0 | 1–1 | 2–0 | —   | 1–1 | 2–1 | 1–0 | 0–0 | 0–4 |
| Bayern Munich            | 5–2 | 3–1 | 1–1 | 3–1 | 2–1 | 2–1 | 1–0 | 7–0 | 2–0 | 0–0 | 1–1 | 3–0 | 2–1 | —   | 2–1 | 1–1 | 1–2 | 3–0 |
| 1. FC Nürnberg           | 3–0 | 0–1 | 2–2 | 2–3 | 1–1 | 0–1 | 0–4 | 0–2 | 0–0 | 1–0 | 3–2 | 2–0 | 1–0 | 1–1 | —   | 1–2 | 1–2 | 0–2 |
| Schalke 04               | 2–0 | 3–0 | 0–2 | 2–1 | 2–0 | 0–1 | 3–3 | 2–0 | 2–0 | 2–0 | 2–2 | 1–0 | 3–1 | 1–2 | 1–0 | —   | 2–1 | 1–2 |
| VfB Stuttgart            | 1–1 | 1–1 | 0–2 | 4–1 | 2–1 | 4–2 | 1–3 | 2–0 | 3–1 | 0–2 | 2–1 | 2–2 | 2–1 | 0–0 | 0–0 | 1–2 | —   | 3–1 |
| VfL Wolfsburg            | 1–5 | 4–1 | 2–4 | 1–3 | 3–1 | 2–2 | 2–4 | 4–2 | 4–0 | 2–3 | 2–3 | 3–3 | 2–1 | 1–3 | 2–3 | 2–1 | 2–0 | —   |

## Vòng play-off xuống hạng
Đội đứng thứ 16 1. FC Nürnberg của Bundesliga đối mặt với đội đứng thứ ba FC Augsburg của 2. Bundesliga ở play-off hai lượt trận. Đội thắng với tổng tỉ số cao hơn sau cả hai trận giành suất dự Bundesliga 2010-11. Nürnberg tham dự playoff lần thứ hai liên tiếp sau khi giành suất thăng hạng trước Energie Cottbus ở playoff cuối mùa giải 2008-09. Các trận đấu được diễn ra vào ngày 13 và 16 tháng 5, với Nürnberg thi đấu tại sân nhà trước. Nürnberg thắng với tổng tỷ số 3–0, qua đó giữ lại suất dự Bundesliga cho mùa giải sau.
| 1. FC Nürnberg | 1–0                     | FC Augsburg |
| -------------- | ----------------------- | ----------- |
| Eigler 84'     | Report (bằng tiếng Đức) |             |

| FC Augsburg | 0–2                     | 1. FC Nürnberg                           |
| ----------- | ----------------------- | ---------------------------------------- |
| Traoré 56'  | Report (bằng tiếng Đức) | Gündoğan 34' · Choupo-Moting 63' (ph.đ.) |

Nürnberg thắng với tổng tỷ số 3–0.

## Thống kê
| Hạng | Cầu thủ         | Câu lạc bộ        | Số bàn thắng |
| ---- | --------------- | ----------------- | ------------ |
| 1    | Edin Džeko      | VfL Wolfsburg     | 22           |
| 2    | Stefan Kießling | Bayer Leverkusen  | 21           |
| 3    | Lucas Barrios   | Borussia Dortmund | 19           |
| 4    | Kevin Kurányi   | Schalke 04        | 18           |
| 5    | Claudio Pizarro | Werder Bremen     | 16           |
| 5    | Arjen Robben    | Bayern Munich     | 16           |
| 7    | Cacau           | VfB Stuttgart     | 13           |
| 7    | Thomas Müller   | Bayern Munich     | 13           |
| 9    | Vedad Ibišević  | 1899 Hoffenheim   | 12           |
| 9    | Albert Bunjaku  | 1. FC Nürnberg    | 12           |
| 9    | Eren Derdiyok   | Bayer Leverkusen  | 12           |

| Hạng | Cầu thủ             | Câu lạc bộ       | Số pha kiến tạo |
| ---- | ------------------- | ---------------- | --------------- |
| 1    | Mesut Özil          | Werder Bremen    | 17              |
| 2    | Zvjezdan Misimović  | VfL Wolfsburg    | 15              |
| 3    | Marko Marin         | Werder Bremen    | 14              |
| 4    | Toni Kroos          | Bayer Leverkusen | 12              |
| 5    | Tranquillo Barnetta | Bayer Leverkusen | 11              |
| 5    | Thomas Müller       | Bayern Munich    | 11              |
| 7    | Edin Džeko          | VfL Wolfsburg    | 10              |
| 7    | Jefferson Farfán    | Schalke 04       | 10              |
| 9    | Carlos Eduardo      | 1899 Hoffenheim  | 9               |

## Giải thưởng

### Cầu thủ xuất sắc nhất tháng
| Tháng    | Cầu thủ         | Đội               |
| -------- | --------------- | ----------------- |
| Tháng 8  | Stefan Kießling | Bayer Leverkusen  |
| Tháng 9  | Thomas Müller   | Bayern Munich     |
| Tháng 10 | Lucas Barrios   | Borussia Dortmund |
| Tháng 11 | Mesut Özil      | Werder Bremen     |
| Tháng 12 | Toni Kroos      | Bayer Leverkusen  |
| Tháng 1  | Toni Kroos      | Bayer Leverkusen  |
| Tháng 2  | Cacau           | VfB Stuttgart     |
| Tháng 3  | Marko Marin     | Werder Bremen     |
| Tháng 4  | Torsten Frings  | Werder Bremen     |

### Đội hình xuất sắc nhất mùa giải
| Cầu thủ                | Đội               |
| ---------------------- | ----------------- |
| Manuel Neuer           | Schalke 04        |
| Philipp Lahm           | Bayern Munich     |
| Mats Hummels           | Borussia Dortmund |
| Sami Hyypiä            | Bayer Leverkusen  |
| Dennis Aogo            | Hamburger SV      |
| Thomas Müller          | Bayern Munich     |
| Bastian Schweinsteiger | Bayern Munich     |
| Toni Kroos             | Bayer Leverkusen  |
| Arjen Robben           | Bayern Munich     |
| Edin Džeko             | VfL Wolfsburg     |
| Stefan Kießling        | Bayer Leverkusen  |